# Chet Culver
Pour les articles homonymes, voir Culver.
Chester John Culver, dit Chet Culver, né le 25 janvier 1966 à Washington, D.C., est un homme politique américain. Membre du Parti démocrate, il est secrétaire d'État de l'Iowa de 1999 à 2007 puis gouverneur de l'État de 2007 à 2011.

## Biographie

### Jeunesse
Fils de l'homme politique John Culver, membre du Parti démocrate et élu de l'Iowa à la Chambre des représentants des États-Unis puis au Sénat des États-Unis, Chet Culver naît à Washington, D.C. et est diplômé en sciences politiques de l'Institut polytechnique et université d'État de Virginie.

### Carrière dans le secteur privé
En 1989 et 1990, il travaille comme lobbyiste pour le compte, entre autres, de l'association des avocats de l'Iowa et l'université de Des Moines. Culver reprend par la suite ses études et est diplômé en droit de l'université Drake.

### Carrière politique
En 1998, Chet Culver est élu secrétaire d'État de l'Iowa. Il est réélu en 2002 au côté du gouverneur démocrate Tom Vilsack.
En 2006, il est candidat au poste de gouverneur. Après s'être imposé aux primaires démocrates avec 39 % des voix, il fait face au candidat républicain, Jim Nussle. Il choisit la secrétaire à l'Agriculture de l'Iowa Patty Judge pour le poste de lieutenant-gouverneur, complétant ainsi le ticket démocrate. Lors des élections du 7 novembre 2006, après une campagne difficile, il est élu avec 54 % des voix contre 44 % à son adversaire. Il est alors le second démocrate à succéder à un gouverneur démocrate dans l'État de l'Iowa.
Culver décide de solliciter une nouvelle fois les suffrages des électeurs lors des élections du 2 novembre 2010. Il est cependant battu par le candidat républicain et ancien gouverneur Terry Branstad par 53 % des voix contre 43 % pour Culver. Il cède le poste de gouverneur en 2011 et fonde la même année Chet Culver Group, une entreprise de conseil dans le domaine de l'énergie.

## Vie privée
Chet Culver est presbytérien, marié et a deux enfants.